# Three Men and a Girl
Three Men and a Girl é um filme de comédia romântica produzido nos Estados Unidos, dirigido por Marshall Neilan e lançado em 1919. É considerado um filme perdido.